# Phora rapida
Phora rapida är en tvåvingeart som beskrevs av Johann Wilhelm Meigen 1838. Phora rapida ingår i släktet Phora och familjen puckelflugor.
Artens utbredningsområde är Tyskland. Inga underarter finns listade i Catalogue of Life.